# Zvolenská Slatina
Zvolenská Slatina, Hongaars: Nagyszalatna, Duits: Großslatina, is een gemeente in Slowakije. 
Het ligt in de regio Banská Bystrica en maakt deel uit van het district Zvolen.
Zvolenská Slatina telde 2 783 inwoners op 31 december 2022.

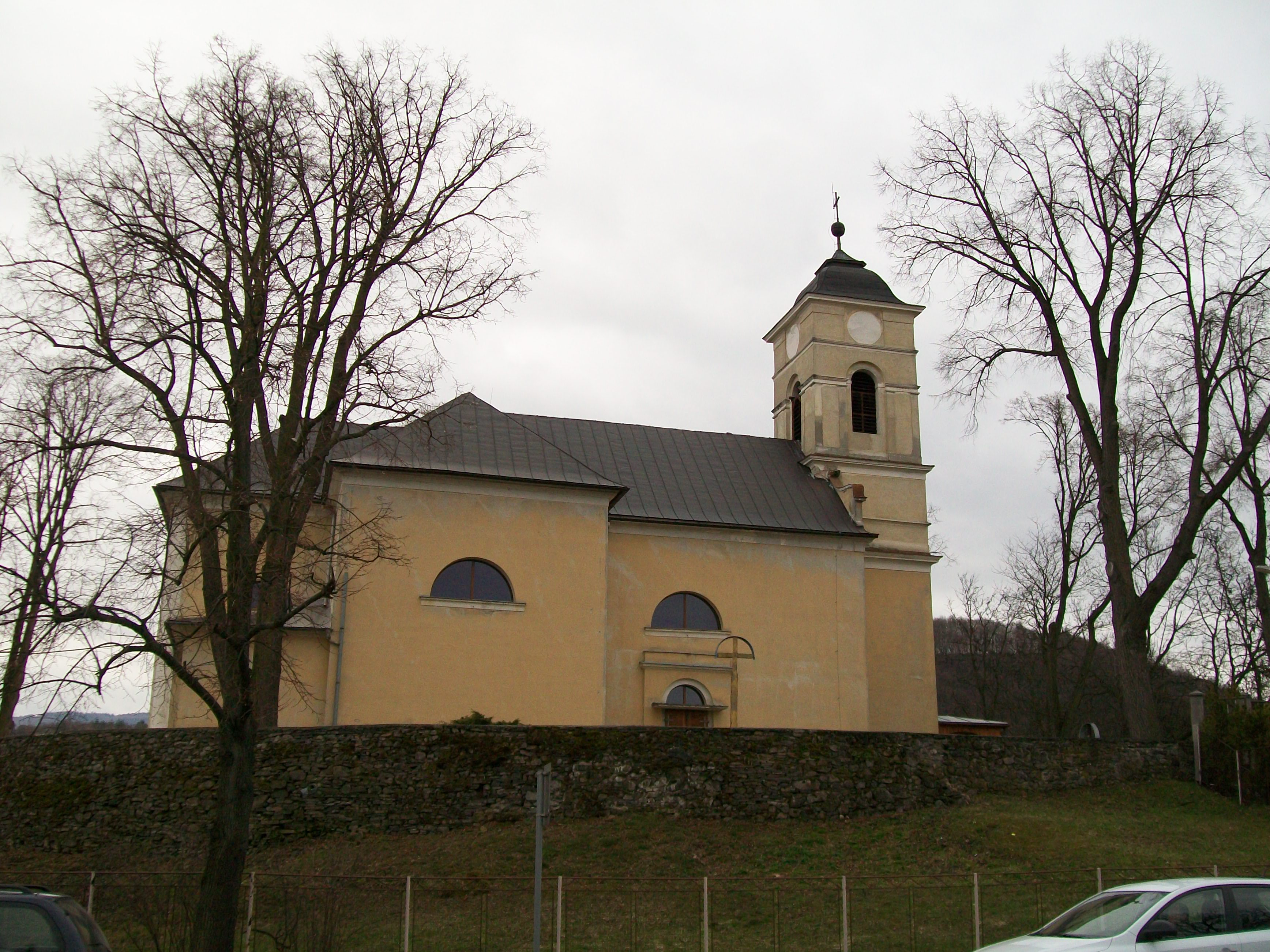
kerk

## Websites
- officiële website

Babiná · Babiná · Bacúrov · Breziny · Budča · Bzovská Lehôtka · Dobrá Niva · Dubové · Hronská Breznica · Kováčová · Lešť · Lieskovec · Lukavica · Michalková · Očová · Ostrá Lúka · Pliešovce · Podzámčok · Sása · Sielnica · Sliač · Tŕnie · Turová · Veľká Lúka · Zvolen · Zvolenská Slatina · Železná Breznica